# Mittelberg (Naturschutzgebiet)
Mittelberg ist ein mit Verordnung des Regierungspräsidiums Stuttgart vom 23. Juni 2000 ausgewiesenes Naturschutzgebiet mit der Nummer 1.240. 

## Lage
Das Naturschutzgebiet befindet sich im Naturraum Obere Gäue und liegt etwa 500 Meter südöstlich von Weil der Stadt. Der Mittelberg ist Teil des FFH-Gebiets Nr. 7319-341 Gäulandschaft an der Würm und ist vollständig umgeben vom Landschaftsschutzgebiet Nr. 1.15.027 Heckengäu-Weil der Stadt.

## Schutzzweck
Laut Verordnung ist der Schutzzweck:
- die Erhaltung und Sicherung einer typischen, besonders hochwertigen Heckengäulandschaft mit großflächigen, extensiv genutzten Wiesen, Halbtrockenrasen, Säumen, Hecken und Steinriegeln aus wissenschaftlichen, ökologischen, naturgeschichtlichen und kulturhistorischen Gründen;
- die Erhaltung und Sicherung der Lebensgemeinschaften und Lebensstätten einer Vielzahl für Trockenstandorte typischer Tier‑ und Pflanzenarten sowie von seltenen oder gefährdeten Arten;
- die Erhaltung einer exponierten Kuppe, die durch großflächige Wiesen, hangparallele Hecken, Einzelbäume und Feldgehölze eine besondere Vielfalt, Eigenart und Schönheit aufweist.

## Flora und Fauna
Als floristische Besonderheiten sind die in Baden-Württemberg als „stark gefährdet“ eingestuften Pflanzenarten Feinblättrige Miere und Thymian-Sommerwurz zu nennen. Hervorzuheben ist das Vorkommen der Schmetterlingsarten Segelfalter und Wegerich-Scheckenfalter.